# Literatura de la República Dominicana
Literatura de la República Dominicana hace referencia a las obras escritas en el país o fuera de él por escritores, ya sea por nacionalidad o ascendencia. Aunque solo puede hablarse con rigor de literatura dominicana en relación con las obras escritas tras la Independencia Dominicana, se acostumbra incluir la producción literaria de la época colonial.
Durante la etapa colonial, Cristóbal de Llerena escribe el entremés Octava de Corpus Christi y, Leonor de Ovando escribe algunos sonetos, por lo que se le considera la primera mujer en escribir poesía de este lado del mundo.
La literatura dominicana moderna tuvo su inicio con la fundación de la primera sociedad cultural Los Amantes de las Letras, a la que pertenecieron Manuel de Jesús Galván, José Gabriel García, Francisco Javier Angulo Guridi, Manuel de Jesús Heredia, Manuel Rodríguez Objío, entre otros.
La literatura de República Dominicana continúa en flujo y en busca de mayor proyección dentro y fuera del territorio nacional, aunque los autores dominicanos han cultivado las variadas manifestaciones del que hacer literario, reflejando en sus obras la mezcla de elementos españoles, africanos e indígenas que se da en el Caribe y la influencia de sucesivas emigraciones por motivos políticos y económicos.
La poesía, la novela, el cuento, el ensayo y la historia han expresado el discurrir político, social y económico del país que desde la hazaña del descubrimiento se ha impregnado de múltiples corrientes de pensamiento, sobre todo europeas y estadounidenses inicialmente, y del lejano oriente en las producciones de algunos escritores de finales del siglo XX.[cita requerida]
La poesía ha tenido exponentes prominentes. El siglo XIX fue uno de los que más robusteció el género, aunque el siglo XX fue todavía más prolífico y significó la evolución hacia su madurez, con el surgimiento de las vanguardias.[cita requerida]
Aunque se desarrolló tardíamente, la novelística dominicana ha tenido exponentes importantes en el país. Surgida bajo la influencia del romanticismo francés de Víctor Hugo, en ella es posible destacar tres momentos importantes de acuerdo a su tipología y temática: la novela de la caña, la bíblica y la costumbristas[cita requerida]
El cuento ha tenido más trascendencia que la novela[cita requerida] y su principal exponente en el siglo XX ha sido Juan Bosch, maestro del género en Hispanoamérica. El escritor y político escribió tres significativas colecciones de relatos tituladas Cuentos escritos antes del exilio, Cuentos escritos en el exilio y Más cuentos escritos en el exilio. El cuento moderno se inicia en la segunda fase del siglo XIX, es decir, tardíamente en comparación a otros países.[cita requerida]
Durante décadas, los intelectuales dominicanos han tenido en el ensayo un escenario que han ampliado y desarrollado con talento. Destacan los ensayos políticos de los independentistas, los conservadores y los restauradores.[cita requerida] Uno de sus mejores exponentes en la arena internacional fue don Pedro Henríquez Ureña, reconocido autor de ensayos académicos sobre temas literarios.
La pasión local por los temas históricos, sobre todos los que abordan el tema de la dictadura de Rafael Leónidas Trujillo y otros episodios políticos trascendentales, ha influido en el desarrollo de historiadores de fuste en diferentes épocas de la República.[cita requerida]
La Fundación Corripio y la Secretaría de Estado de Cultura otorgan cada año el Premio Nacional de Literatura.

## La poesía
La trilogía sobresaliente  de la poesía dominicana del siglo XIX la conforman Salomé Ureña, José Joaquín Pérez y Gastón Fernando Deligne. Son los tres pilares en los que descansa la poesía de la época en sus vertientes patriótica, indigenista y psicológica. Pero no es sino en el siglo XX cuando la poesía alcanza la categoría de moderna, con el surgimiento de las vanguardias.
La poesía es el género más cultivado desde Manuel María Valencia, el primer poeta romántico, pasando por Fabio Fiallo y otros que asimilan las influencias de las corrientes literarias europeas, hasta la irrupción incipiente del modernismo plasmado en tres figuras importantes: Valentín Giró, Ricardo Pérez Alfonseca y Osvaldo Bazil. Las influencias de Darío aminoran con la aparición del postumismo, hacia 1921. Otilio Vigil Díaz, quien introdujo las vanguardias en las letras dominicanas, fue gran renovador de la lírica nacional, influido por el simbolismo francés. Así, funda el primer movimiento poético de carácter unipersonal, al que se le sumó Zacarías Espinal y al que denominó vedrinismo porque en sus versos intentaba hacer las piruetas que hacía en el aire el aviador francés Jules Vedrines.
Vigil Díaz introduce la modernidad al crear el verso libre y el poema en prosa con sus libros Góndolas (1912) y Galeras de Pafos (1921). Después de él, la poesía dominicana vive otro gran momento representado por Domingo Moreno Jimenes, al fundar, junto al filósofo Andrés Avelino y al poeta Rafael Augusto Zorrilla, el citaado postumismo. Redactan un manifiesto que agrega a las vanguardias una poesía de carácter nacionalista que rescate el color local, el paisaje y la identidad del hombre dominicano. Con esta escuela la tradición poética dominicana se renueva para incubar nuevas voces que la fortalecen.
A este movimiento le sigue el de la Poesía Sorprendida, el grupo más pujante y de una gran apertura estética, conformado por grandes poetas como Franklin Mieses Burgos, Mariano Lebrón Saviñón, Antonio Fernández Spencer, Aída Cartagena Portalatín, Freddy Gatón Arce, entre otros. Este conjunto de poetas tenía como lema la “poesía con el hombre universal”, contrario al postumismo.
Después le sigue la generación de los Independientes del 40, integrada por Manuel del Cabral, Héctor Incháustegui Cabral, Pedro Mir y Tomás Hernández Franco, los cuales publicaron poemas emblemáticos como Compadre Mon, Hay un país en el mundo, Poema de una sola angustia y Yelidá.
De los sorprendidos se desprende otro grupo de poetas llamados la Generación del 48, conformada, entre otros, por Víctor Villegas, Máximo Avilés Blonda, Lupo Hernández Rueda, Luis Alfredo Torres, Rafael Valera Benítez y Abelardo Vicioso.
En los años 1970, a partir de la caída del régimen de Trujillo, surgen los escritores de la Generación del Sesenta con Marcio Veloz Maggiolo, Ramón Francisco, René del Risco, Jeannette Miller y Miguel Alfonseca.
En la misma década, y como consecuencia de la Guerra de abril del 65, nace el movimiento llamado Poetas de Postguerra (o Joven Poesía), con Mateo Morrison, Andrés L. Mateo, Enriquillo Sánchez, Tony Raful, Alexis Gómez Rosa, Enrique Eusebio y Soledad Álvarez, entre otros.
En los años 1980 aparece un movimiento poético en diversas tendencias haciendo tambalear el establishment literario del momento (el desencanto de posguerra) sentando las bases para una ruptura(que no se produjo en lo inmediato) con aquella generación. El movimiento llevó a la formación de grupos como el Taller Literario César Vallejo: Juan Brijan, José Mármol, Miguel Jiménez, Tomás Castro, Dionisio de Jesús, César Zapata, Leopoldo Minaya, Rafael García Romero, evans Lewis, Juan Manuel Sepúlveda, Roberto Reyes, Marcial Mota, Julio Mercedes, Zaida Corniel, Irene Santos, Carmen Sánchez, Dulce Ureña, José Siris, Ylonka Perdomo, Josemon Tejada y muchos otros.
Surgen en ese período los poetas de Y Punto (integrado básicamente por publicistas, pintores y poetas) y El Círculo Francisco Urondo,integrado por León Félix Batista, Atilano Pimentel, Víctor Bidó, José Alejandro Pena, Juan de la Cruz, Nicolás Guevara y Miriam Ventura. Se producen las discusiones y los contrastes de lugar entre unos poetas y otros, nace el Círculo de Mujeres Poetas de la República Dominicana, conformado por Chiqui Vicioso, Carmen Imbert Brugal, entre otras.
Variadas eran las tendencias, así como voces independientes de gran calidad, como Sally Rodríguez y Martha Rivera (Martha Rivera-Garrido), se aunan las tendencias y a todo el espectrum literario con sus distancias y diferencias, llegando a identificarse la poesía femenina, la Poesía de la Crisis y la poesía del Pensamiento.
La migración jugó un papel importante, porque muchos poetas se dispersaron y establecieron en Puerto Rico, Alemania, Estados Unidos, debilitándose algunos espacios y cerrándose definitivamente otros.
Surge otro grupo de poetas importantes como Ángela Pena, Aurora Arias y Marianela Medrano, quienes conformaron el segundo Círculo de Mujeres poetas de la República Dominicana.
Voces de los noventa: Medar Serrata, Ramón Saba y César Sánchez Beras
Cabe destacar poetas de transición de finales de los años setenta y principios de los ochenta, como José Enrique García y Cayo Claudio Espinal.

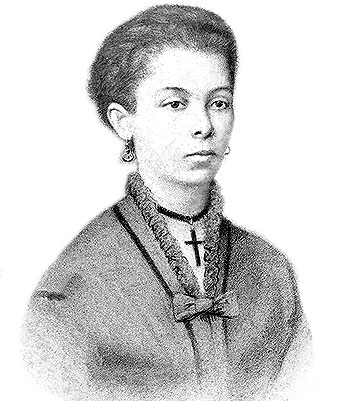
Salomé Ureña
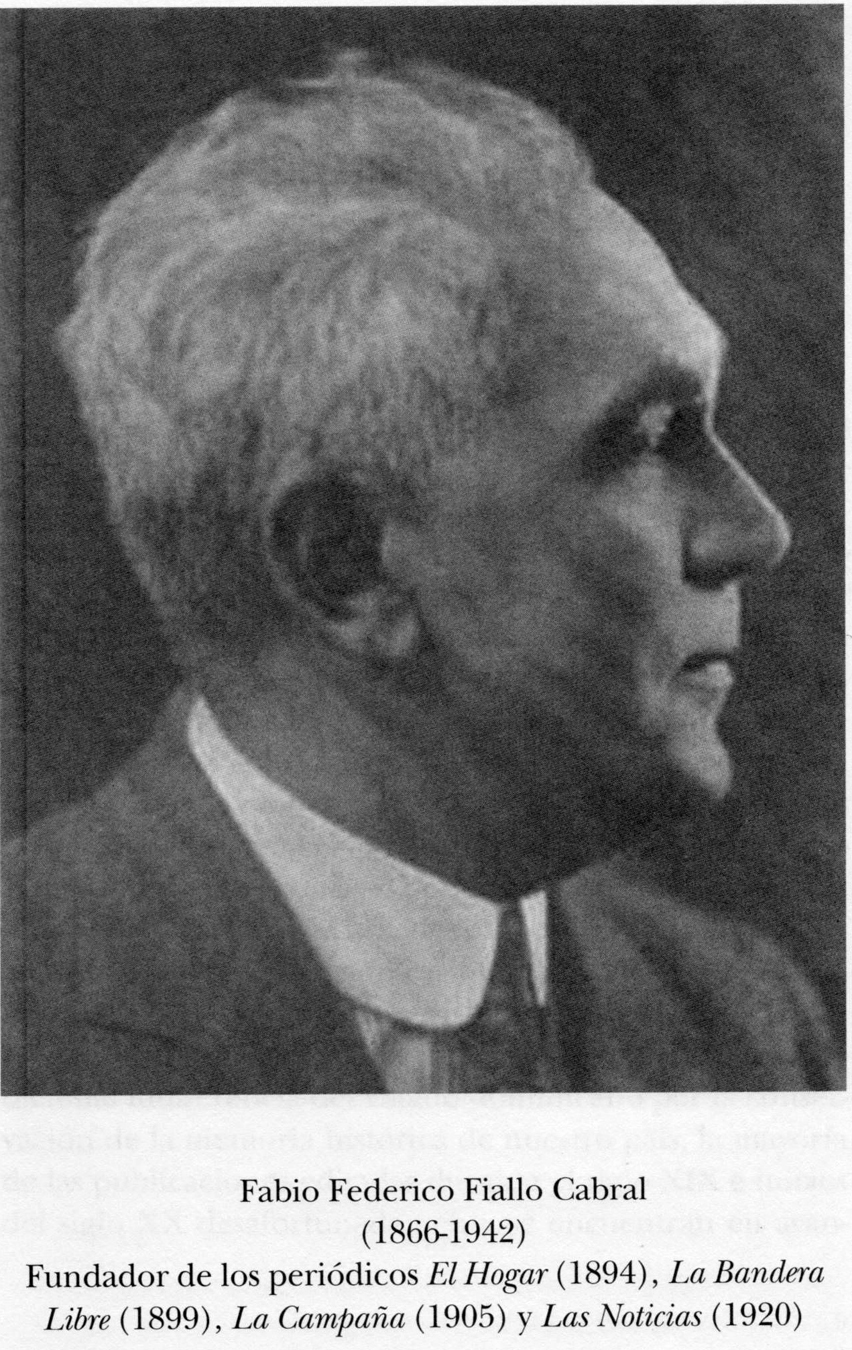
Fabio Fiallo
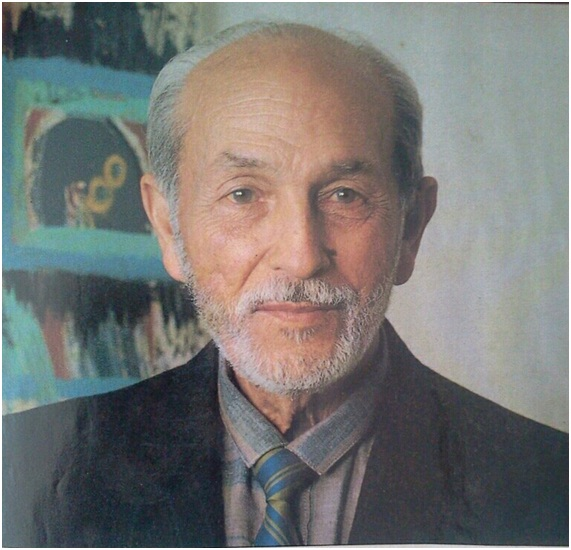
Manuel del Cabral

## La novela
La primera novela escrita por un dominicano fue El montero (1856, publicada en París), de Pedro Francisco Bonó, aunque algunos historiadores de la literatura dicen que la primera novela dominicana es Los amores de los indios (1843, La Habana) de Alejandro Angulo Guridi o incluso Cecilia, del mismo autor, que, aunque publicada incompleta en el semanario dominical El Progreso (números 1-3 y 5-8, 1853) había salido antes en el periódico El Eco de Villaclara, en Cuba y como este escritor y periodista permaneció en ese país hasta 1851, la novela es de ese año o incluso anterior. Luego le siguió La fantasma de Higüey (1857, La Habana) de Francisco Angulo Guridi, hermano de Alejandro. Corresponde a Francisco la primera novela dominicana impresa en la República Dominicana: La Campana del Higo. Tradición dominicana", que salió en la imprenta García Hermanos en 1866.
La novela dominicana hasta el siglo XXI no ha tenido en el país la pujanza de otros géneros como la poesía, el ensayo y el cuento, a pesar de la gran novela indigenista Enriquillo (1879) de Manuel de Jesús Galván.
Se ha clasificado la novelística dominicana en tres grandes períodos que corresponden a las novelas escritas antes de 1930, las escritas de 1930 a 1960, y las escritas después de 1960, relacionándose dicha clasificación a los aconteceres históricos de la nación en vez de a movimientos literarios firmes.
La novela, a diferencia de la poesía, es un género tardío en la República Dominicana, que surge bajo la influencia del romanticismo francés de Víctor Hugo.[cita requerida] Un gran hito de la novelística dominicana lo constituye Sólo cenizas hallarás (bolero) de Pedro Vergés, con la que obtuvo los premios Blasco Ibáñez y el de la crítica en España en 1980.[cita requerida]
La novela dominicana acusa tres momentos importantes de acuerdo a su tipología y temática: la novela de la caña, representada por Cañas y bueyes de Francisco Moscoso Puello, Over de Marrero Aristy y Jengibre de Andrés Pérez Cabral.[cita requerida]
Luego está la novela bíblica de Carlos Esteban Deive, Veloz Maggiolo y Ramón Emilio Reyes y la novela propagandística como Los enemigos de la tierra de Andrés Requena, Trementina, clerén y bongó y novelas costumbristas como La cacica de Rafael Damirón, Baní o Engracia y Antoñica de Francisco Gregorio Billini, La mañosa de Juan Bosch y la trilogía de Héctor García Godoy, compuesta por Rufinito, Guanuma y Alma dominicana .[cita requerida]
Entre los novelistas más consagrados y de mayor proyección internacional se encuentran Marcio Veloz Maggiolo, autor de una decena de novelas, versátil escritor, pues ha cultivado, además, el cuento, el ensayo histórico-arqueológico y el teatro; Aída Cartagena Portalatín, que junto al primero, funda la novela experimental, Veloz Maggiolo con Los ángeles de hueso (1967) y Aída con Escalera para Electra (1970).[cita requerida] Otras novelas dignas de mencionarse en este periodo son La sangre de Tulio Manuel Cestero, Over de Ramón Marrero Aristy, La mañosa de Bosch, Biografía difusa de Sombra Castañeda de Veloz Maggiolo, La balada de Alfonsina Bairán de Andrés L. Mateo.
En los años ochenta se destacan René Rodríguez Soriano, Ángela Hernández, Rafael García Romero, Pedro Camilo, Avelino Stanley, Ramón Tejada Holguín, César Zapata, Manuel García Cartagena y en los años noventa, Martha Rivera (Martha Rivera-Garrido) quien gana el Premio Internacional de Novela Casa de Teatro con He olvidado tu nombre (traducida al inglés por la profesora de la Universidad de Harvard Mary Berg como I´ve Forgotten your Name), Emilia Pereyra, Pedro Antonio Valdez, Pastor de Moya, José Carvajal, José Acosta, Luis Martín Gómez, entre otros.
Stanley tiene una vasta obra narrativa, entre las que se destacan Catedral de la libido, Tiempo muerto y Los disparos. Pereyra, periodista y narradora, ha escrito El crimen verde, Cenizas del querer, Cóctel con frenesí, El grito del tambor, además del cuentario El inapelable designio de Dios. Santos es el autor de Memorias de un hombre solo”, Diabólica pasión y El segundo resucitado. En 2019 Franklin Gutiérrez publicó  El rostro sombrío del sueño americano,una novela donde el tema de la emigración es expresado desde múltiples perspectivas, sin trabas ni inhibicionoes. La crítica la ha calificado de "gran novela de la emigración." El rostro sombróo del sueño americano obtuvo el premio nacional de novela 2020, otorgado por el ministerio de Cultura de República Dominicana.  

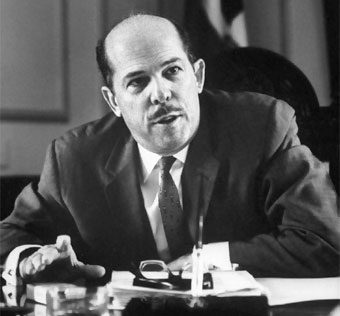
Héctor García Godoy
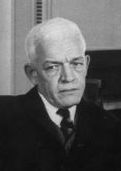
Juan Bosch

## El cuento
El cuento es un género que ha tenido mejor suerte que la novela, pues tenemos el privilegio de contar con un maestro del género en Hispanoamérica como lo fue Juan Bosch, quien escribió tres significativas colecciones de cuentos tituladas Cuentos escritos antes del exilio, Cuentos escritos en el exilio y Más cuentos escritos en el exilio.
El cuento moderno se inicia en la segunda fase del siglo XIX, es decir, tardíamente, a juzgar por otros países. El primer cuento breve que se conoce es El garito (1854) de Ángulo Guridi.
Las primeras leyendas y relatos de tradición oral que llegan a la isla provienen de los conquistadores, a través de sus intelectuales y religiosos que las esparcen por todo el territorio nacional. En el siglo XIX las primeras narraciones son de corte costumbristas, y la principal figura de esta tendencia es César Nicolás Penson, autor de Cosas añejas.
Ya en el siglo XX tenemos la figura de Fabio Fiallo, quien escribe cuentos modernistas influidos por su amigo Rubén Darío con Cuentos frágiles (1908), así como Tulio Manuel Cestero y Virginia Elena Ortea.
Otros importantes exponentes del género son José Ramón López,
René del Risco, Virgilio Díaz Grullón, Hilma Contreras, Sanz Lajara, José Rijo, Diógenes Valdez, Pedro Peix, entre otros. Desde la temática costumbrista y socio-realista de Bosch, Sócrates Nolasco, Néstor Caro y Marrero Aristy.
Durante del régimen de Trujillo, surgen los escritores de la Generación del Sesenta con Marcio Veloz Maggiolo, Ramón Francisco, René del Risco, Jeannette Miller y Miguel Alfonseca.
En la misma década, y como consecuencia de la Guerra de abril del 65, surge el movimiento llamado Poetas de Postguerra (o Joven Poesía), con Mateo Morrison, Andrés L. Mateo, Enriquillo Sánchez, Tony Raful, Alexis Gómez Rosa, Enrique Eusebio y Soledad Álvarez, entre otros.
En los años ochenta aparece un movimiento poético que funda una ruptura con aquella generación al desentenderse de lo ideológico y de la circunstancia histórica, creando una poesía del pensamiento y la reflexión sobre otros temas: no ya lo social, sino lo filosófico, la muerte y lo erótico. Entre esos poetas están Leandro Morales, José Mármol, Plinio Chahín, Dionisio de Jesús, Médar Serrata, Víctor Bidó, José Alejandro Peña, etc. Cabe destacar poetas de transición, como José Enrique García, autor del libro El fabulador y Cayo Claudio Espinal creador del Movimiento Contexualista y autor de los libros Utopía de los vínculos, Banquetes de aflicción, Comedio (entre gravedad y risa), Las políticas culturales en la República Dominicana, La mampara y Clave de estambre. También de transición, aparece en 1993 Preeminencia del tiempo, caracterizada por un sincretismo estético y estilístico que integra el canon clásico a las diversas escuelas de vanguardia.

## SigloXXI
Entre los escritores dominicanos que destacan en este siglo figuran los novelistas Junot Díaz, que vive en Estados Unidos, usa como lengua de escritura literaria el inglés y ganó el Putlizser con su novela La maravillosa vida breve de Óscar Wao; Pedro Antonio Valdez (1968); Reynolds Andújar (1977), premio Alba de Narrativa 2015 con su novela Los gestos inútiles; los poetas Frank Báez (también narrador) que es el único dominicano de la última lista de 2017 de Bogotá39, José Mármol (1960),
Entre las mujeres sobresalen Ángela Hernández (1954, autora de Mudanza de los sentidos, Charamicos y otras obras), premio Nacional de Literatura 2016 ; Rita Indiana, escritora y cantante popular; también pueden citarse las poetisas Minerva del Risco (hija del vate René del Risco); Chiqui Vicioso (premio Nacional de Teatro 1997), feminista que aunque comenzó a publicar a comienzos de los años 1980 ha seguido activa escribiendo en este siglo ensayos dedicados principalmente a mujeres. Correspondería citar aquí también al periodista Víctor Manuel Ramos, autor de La vida pasajera, novela ganadora en el año 2010 del certamen literario de la Academia Norteamericana de la Lengua Española en Estados Unidos y que trata de una temática dominicana a pesar de escribirse en Nueva York.
Al trasvasar el siglo XXI surge en la literatura dominicana el denominado movimiento Transmillenium Lit, de tendencia vanguardista y/o experimental.

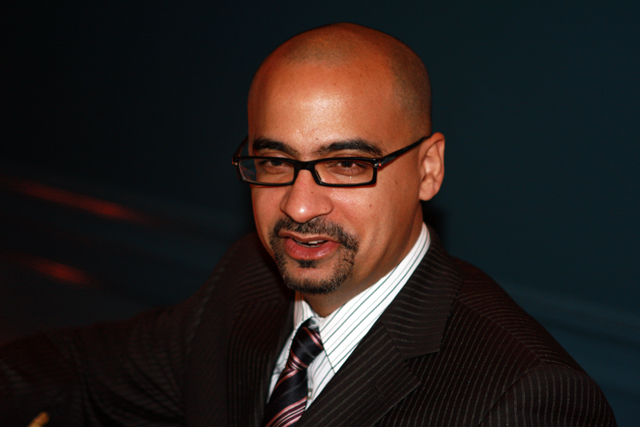
Junot Díaz
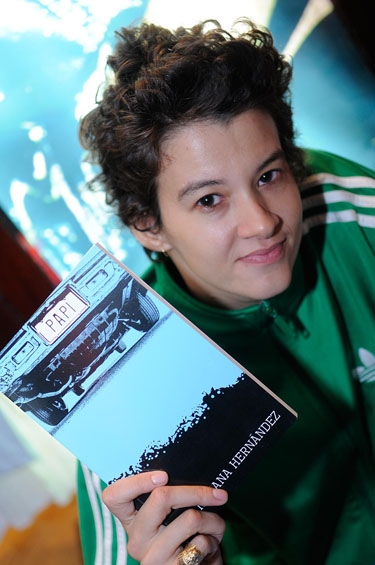
Rita Indiana

## El ensayo
Escrito en prosa sobre un tema específico sin pretensiones científicas ni conclusión definitiva. El término ensayo fue usado originalmente para designar aquellos escritos experimentales que oscilaban entre la ciencia y la literatura. Pero esa concepción ha ido cambiando paulatinamente, al extremo de que en la actualidad se le da categoría de ensayo a aquellos textos que mediante la exposición, la discusión y la evaluación de un tema determinado pretende validar la tesis expuesta en el mismo. El iniciador del género fue el francés Michel de Montaigne (1533-1592), quien en 1580 publicó una serie de escritos sobre sus confesiones personales titulado Essais (Ensayos). Posteriormente, en 1597, el inglés Francis Bacon (1561-1626) dio a la publicidad su obra Ensayos, meditaciones religiosas, tópicos de persuasión y de discusión. Entre otros propulsores europeos del ensayo sobresalen: Joseph Addison (1672-1719), Gaddhold Lessing (1729-1781), Johann Goethe (1749-1832), Tomás Carlyle (1795-1881), Tomás Macaulay (1800-1859), Hipólito Taine (1828-1893), Paul Valéry (1871-1945), Thomas Mann (1875-1955) y Gyorgy Lukacs (1885-1971).
En España, donde el ensayo toma verdadero cuerpo en el siglo XIX, han ganado fama como ensayistas Ángel Ganivet (1865-1898), Miguel de Unamuno (1864-1936), José Ortega y Gasset (1883-1955) y Américo Castro (1885-1972). Hispanoamérica, por su parte, ha dado figuras de la talla de Juan Montalvo (1833-1889), José Martí (1853-1895), José Vasconcelos (1881-1959), Pedro Henríquez Ureña (1884-1946), José Carlos Mariátegui (1895-1930), Octavio Paz (1914-1998) y Roberto Fernández Retamar (1930). En República Dominicana, como en casi todo el que resto de América Latina, el ensayo surge formalmente en la segunda mitad del siglo XIX y adquiere notoriedad en el XX. Su orientación ha sido tradicionalmente histórica, política, sociológica y literaria. Es difícil fijar el punto de partida del ensayo dominicano, pues antes de que dicho género alcanzara cierto nivel de madurez en el país, hubo un grupo considerable de escritores que expresaron sus inquietudes políticas, sociales y literarias a través de la prosa ensayística. 
Los ideales revolucionarios de los independentistas y los restauradores, sobradamente embellecidos, así como las razones y descreencias de los intelectuales conservadores dominicanos de la segunda mitad del siglo XIX predominan en los escritos periodísticos de los más valiosos representantes de la primera oleada de ensayistas nacionales. Los artículos de Alejandro Angulo Guridi (1816-1884), particularmente los publicados en los semanarios El Orden, La Re-pública, La Reforma y El Progreso y reunidos posteriormente en su obra Temas políticos (1891), reflejan el nivel de desajuste político de la sociedad dominicana de su época. Aunque menos profundo que Guridi en el análisis de temas políticos, pero más hábil que muchos de sus coetáneos en la percepción de las costumbres y los males sociales locales, Ulises Francisco Espaillat (1823-1878) motivó a muchos de sus acólitos a cultivar la prosa periodística. 
Labrados con un estilo fluido y ameno fueron los editoriales anexionistas del periódico La Razón firmados por Manuel de Jesús Galván (1834-1910) los cuales fueron complementados años después con su defensa a Pedro Santana divulgada en los semanarios Oasis y Eco de la Opinión. Otra figura importante en esa etapa embrionaria de la ensayística nacional fue Manuel de Jesús Peña y Reynoso (1834-1915), autor de ensayos sobre la novela Enriquillo, de Manuel de Jesús Galván y Fantasías indígenas, de José Joaquín Pérez. Pero el más notable ensayista literario dominicano del siglo XIX y de las dos primeras décadas del XX fue Federico García Godoy, quien inició su labor crítica en 1882 en el periódico El Porvenir extendiéndose hasta el momento de su muerte, ocurrida en 1924. Sus opiniones fueron difundidas en importantes revistas y periódicos nacionales y extranjeros y en sus obras Perfiles y relieves (1907), La hora que pasa (1910), Páginas efímeras (1912), El derrumbe, 1916 y Americanismo literario (1918). José Ramón López (1866-1922), aferrado originalmente a la propuesta gastronómica que asocia el triunfo de los pueblos al tipo de alimentación de sus habitantes, figura entre los primeros de un connotado número de intelectuales nacionales que como Américo Lugo (El Estado dominicano ante el derecho público, 1916 y El nacionalismo dominicano, 1923), Francisco Moscoso Puello (Cartas a Evelina, 1941), Manuel Arturo Peña Batlle (La isla de la Tortuga), Juan Isidro Jimenes Grullón (La República Dominicana,: una ficción, 1965), Joaquín Balaguer (La isla al revés, 1983) y Juan Bosch (El pentagonismo, sustituto del imperialismo, 1963 y David, biografía de un rey, 1968), se disputaron las diversas corrientes ideológicas de la ensayística isleña. De ellos, Peña Batlle, Moscoso Puello y Balaguer, supeditaron su producción a la corriente denominada pesimismo dominicano, la cual partía de la creencia conservadora de que la República Dominicana era incapaz de desarrollarse por sí misma. Otros, en cambio, como Juan Isidro Jimenes Grullón y Juan Bosch se apoyaron en el discurso sociológico e histórico para revisar muchos y rectificar muchos de los planteamientos de sus predecesores inmediatos.
Actualmente en los ensayistas dominicanos de temas históricos y sociológicos prima el interés por deslindar el concepto de nacionalidad, los conflictos raciales y la función social de los intelectuales locales. Los ensayos de Manuel Núñez (El ocaso de la nación dominicana, 1990), Andrés L. Mateo (Mito y cultura en la era de Trujillo, 1993), José Rafael Lantigua (La conjura del tiempo, 1994) y Federico Henríquez Gratereaux (Un ciclón en una botella, 1996) son ejemplos notables de dicha tendencia. Otros, como Miguel Guerrero (Los últimos días de la era de Trujillo, 1995, La ira del tirano, 1996 y Trujillo y los héroes de junio de 1996) y MuKien Adriana Sang (Ulises Heureaux: biografía de un dictador, 1987, Buenaventura Báez, el caudillo del Sur, 1991 y Una utopía inconclusa: Espaillat y el liberalismo dominicano del siglo XIX, 1997) han encontrado en el pasado histórico la vía idónea para revisar muchos capítulos nebulosos de la historia nacional, especialmente los relacionados con el papel jugado por varios de los dictadores dominicanos.
Desde inicio del siglo XX, el ensayo literario comienza a ganar terreno. Surgen, entonces, las voces de Pedro Henríquez Ureña (Ensayos críticos, 1905, Seis ensayos en busca de nuestra expresión, 1927, Literary Currents en Hispanic América, 1946), Max Henríquez Ureña (Breve historia del modernismo, 1964), Camila Henríquez Ureña (Apreciación literaria, 1964) y Antonio Fernández Spencer (Ensayos literarios, 1960) quienes asumen, por primera vez en la historia de las letras dominicanas, el análisis y la crítica literarias con objetividad científica. Exceptuando a Bruno Rosario Candelier (Lo culto y lo popular en la poesía dominicana, 1979, La imaginación insular, 1984 y La creación mitopoética, 1989), Diógenes Céspedes (Seis ensayos sobre poética latinoamericana, 1983, Estudios sobre literatura, política, lenguaje y poesía en Santo Domingo en el siglo XX, 1985, política de la teoría del lenguaje y la poesía en América Latina en el siglo XX, 1995), José Alcántara Almánzar (Estudios de poesía dominicana, 1979), Daisy Cocco De Filippis (Estudios semióticos de poesía dominicana, 1984) y Manuel Matos Moquete (El discurso teórico en literatura en América Hispánica, 1983 y En la espiral de los tiempos, 1998), Franklin Gutiérrez (Enriquillo: radiografia de un héroe galvaniano (1999), , la más reciente promoción de ensayistas literarios nacionales, entre ellos: Manuel Mora Serrano, Miguel Ángel Fornerín, José Enrique García, etc. han desarrollado una invaluable labor en la prensa nacional como articulistas, reseñadores de libros y cronistas literarios.

## La historia
La historia, como género literario ha tenido grandes exponentes en el país, desde los grandes fundadores de la historiografía dominicana como José Gabriel García, Antonio del Monte y Tejada y Bernardo Pichardo, hasta la hegemonía de los representantes de dos tendencias antagónicas desde el punto de vista ideológico, tal es el caso de Roberto Cassá y Frank Moya Pons.
Importantes historiadores desde la era de Trujillo, además de estos, son Emilio Cordero Michel, Jaime de Jesús Domínguez, Franklin Franco Pichardo, Juan Daniel Balcácer y Bernardo Vega.
El tema de Trujillo es el que despierta más interés y curiosidad, de ahí que Vega sea uno de los más leídos por su historia documental, así como aquellos historiadores que tratan los temas de la Iglesia católica y la era de Trujillo.
Los temas de la independencia, las intervenciones estadounidenses, la etapa colonial y precolombina han sido abordados de manera acuciosa por nuestros historiadores con diferentes enfoques y métodos de análisis.
La Composición Social Dominicana del profesor Juan Bosch es un referente obligado como punto de partida sociológico para analizar la estructura social de la RD desde el punto de vista histórico, así como la Sociología Política Dominicana de Jimenes Grullón.